# يانيك إليوت
يانيك إليوت (15 يونيو 1986 بكينغستون في جامايكا - ) (بالإنجليزية: Yannick Elliott)‏ هو لاعب كريكت جامايكي. شارك مع منتخب جامايكا الوطني للكريكت.

## وصلات خارجية
- يانيك إليوت على موقع إي آس بي آن كريك إنفو (الإنجليزية)